# Serie di Kempner
La serie di Kempner è una variante della serie armonica, costruita omettendo tutti i termini il cui denominatore contiene la cifra {\displaystyle 9} espressa in base decimale. Cioè, è la somma
{\displaystyle {\sideset {}{'}\sum _{n=1}^{\infty }}{\frac {1}{n}}}
dove l'apice indica che {\displaystyle n} assume solo i valori la cui espansione decimale non contiene dei {\displaystyle 9}. La serie fu per la prima volta studiata da A. J. Kempner nel 1914. La serie è interessante a causa del risultato controintuitivo che, a differenza della serie armonica, la serie di Kempner converge. Kempner mostrò che il valore di questa serie è minore di {\displaystyle 80}. Baillie dimostrò che, arrotondata alla 20ª cifra decimale, la somma reale è {\displaystyle 22,92067\,66192\,64150\,34816}.
Euristicamente, questa serie converge perché gli interi molto grandi hanno più probabilità di possedere qualunque cifra. Per esempio, è davvero molto probabile che un intero casuale di {\displaystyle 100} cifre contenga almeno un {\displaystyle 9}, causandone l'esclusione dalla precedente somma.
Schmelzer e Baillie trovarono un algoritmo efficiente per il problema dell'omissione di stringhe di cifre. Per esempio, la somma di {\displaystyle 1/n} dove {\displaystyle n} non contiene "42" è all'incirca {\displaystyle 228,4463}. Un altro esempio: la somma di {\displaystyle 1/n} dove in {\displaystyle n} non appare la stringa "314159" (le prime cifre del π) è approssimativamente {\displaystyle 2302582,334}. 

## Convergenza
La dimostrazione della convergenza di Kempner viene riportata in molti manuali, per esempio Hardy e Wright e Apostol. Si raggruppano i termini della serie in base al numero di cifre del denominatore. Il numero degli interi di {\displaystyle n} cifre che non contengono il {\displaystyle 9} è uguale a {\displaystyle 8\cdot 9^{n-1}}, poiché ci sono {\displaystyle 8} scelte (da 1 a 8) per la prima cifra, e {\displaystyle 9} scelte indipendenti (da 0 a 8) per ognuna delle altre {\displaystyle n-1}. Ognuno di questi numeri senza {\displaystyle 9} è maggiore o uguale di {\displaystyle 10^{n-1}}, quindi il contributo di questo gruppo alla somma dei reciproci è minore di {\displaystyle 8(9/10)^{n-1}}. Pertanto l'intera serie dei reciproci è al massimo
{\displaystyle 8\sum _{n=1}^{\infty }\left({\frac {9}{10}}\right)^{n-1}=80.}
Lo stesso ragionamento funziona per ogni cifra omessa diversa da zero. Il numero degli interi di {\displaystyle n} cifre che non contengono lo {\displaystyle 0} è {\displaystyle 9^{n}}, quindi la relativa serie di Kempner è al massimo
{\displaystyle 9\sum _{n=1}^{\infty }\left({\frac {9}{10}}\right)^{n-1}=90.}
La serie converge anche se vengono omesse delle stringhe di {\displaystyle k} cifre, per esempio togliendo tutti i denominatori che hanno in base {\displaystyle 10} la sottostringa "42". Si può dimostrare nella stessa maniera. Prima si osserva che si può lavorare con numeri in base {\displaystyle 10^{k}} e togliere tutti i denominatori che hanno tale stringa come "cifra". Il ragionamento analogo al caso della base {\displaystyle 10} mostra che questa serie converge. Ora ritornando alla base decimale, si osserva che la serie non toglie proprio tutti i denominatori che contengono la stringa data, infatti alcune certe configurazioni vengono considerate nella somma. Per essere più precisi, se si raggruppano le cifre in blocchi di {\displaystyle k} cifre a partire da destra, il numero non viene omesso se la data stringa attraversa il confine fra un blocco e un altro. Per esempio, se si vuole omettere "42", la serie in base {\displaystyle 100} toglierà {\displaystyle 4217} e {\displaystyle 1742}, ma non {\displaystyle 1427}. Dal momento che la serie in base 100 converge ed è più grande di quella omette tutti i "42", allora, per il teorema del confronto, anche quest'ultima converge.
Farhi considerò serie di Kempner, cioè le somme {\displaystyle S(d,n)} dei reciproci degli interi positivi che hanno esattamente {\displaystyle n} istanze della cifra {\displaystyle d}, dove {\displaystyle 0\leq d\leq 9} (quindi la serie originale di Kempner è {\displaystyle S(9,0)}). Dimostrò anche che per ogni {\displaystyle d} e con {\displaystyle n\geq 1}, la successione dei valori di {\displaystyle S(d,n)} è decrescente e converge a {\displaystyle 10\ln 10}. È interessante notare che la successione in generale non è decrescente partendo da {\displaystyle n=0}; per esempio, per la serie originale di Kempner si ha
{\displaystyle S(9,0)\approx 22,921<23,026\approx 10\ln 10<S(9,n),}
con {\displaystyle n\geq 1}.

## Metodi di approssimazione
La serie converge molto lentamente. Baillie osserva che dopo aver sommato {\displaystyle 10^{27}} termini, il resto è ancora maggiore di {\displaystyle 1}.
Il limite superiore di {\displaystyle 80} è molto grossolano, e Irwin mostrò da un'analisi delle stime leggermente più accurata che il valore della serie di Kempner è circa {\displaystyle 23}, dopo migliorato a {\displaystyle 22,92067}.
Baillie sviluppò una ricorsione che esprime il contributo di ogni blocco di {\displaystyle k+1} cifre in termini del gruppo di lunghezza {\displaystyle k}, per ogni scelta della cifra omessa. Questo permette una stima molto accurata con una piccola quantità di calcolo.

## Nome della serie
La maggior parte degli autori non dà un nome a questa serie. Il nome "serie di Kempner" viene usato in MathWorld e nel libro Gamma di Havil sulla costante di Eulero-Mascheroni.